# Ruta Nacional 25 (Colombia)
La Ruta Nacional 25, comúnmente llamada en la mayor parte de su extensión como Troncal de Occidente, es una ruta colombiana de tipo troncal que inicia en el Puente Internacional Rumichaca (frontera con Ecuador), departamento de Nariño y finaliza en la ciudad de Barranquilla, departamento del Atlántico, atravesando el país de sur a norte. Remolino y pasto

## Antecedentes
La ruta fue establecida en la Resolución 3700 de 1995 y ratificada por la resolución Resolución 339 de 1999 aunque con algunos cambios en tramos, pero el mismo recorrido.  

## Descripción de la ruta
La ruta posee una longitud total de 2.294,19 km. aproximadamente dividida de la siguiente manera:

### Ruta actual[1]
| Código   | Tipo     | Recorrido                                                        | Clasificación SINC                             | PR Inicial | PR Final | Longitud km. |
| -------- | -------- | ---------------------------------------------------------------- | ---------------------------------------------- | ---------- | -------- | ------------ |
| 2501     | Tramo    | Puente internacional de Rumichaca - San Juan de Pasto            | Troncal de Occidente                           | 0+0000     | 83+0000  | 83,00        |
| 2501A    | Tramo    | Pasto - Buesaco - Mojarras                                       | Alternas a la Troncal de Occidente             | 2+0000     | 136+0000 | 134,00       |
| 2501B    | Tramo    | Cebadal - Sandoná - Pasto                                        | Alternas a la Troncal de Occidente             | 28+0468    | 91+0000  | 92,04        |
| 2502     | Tramo    | Pasto - Mojarras                                                 | Troncal de Occidente                           | 5+0000     | 124+0599 | 119,60       |
| 2503     | Tramo    | Mojarras - Popayán                                               | Troncal de Occidente                           | 0+0000     | 121+0000 | 121,00       |
| 2504     | Tramo    | Popayán - Cali                                                   | Alternas a la Troncal de Occidente             | 91+0000    | 116+0776 | 25,73        |
| 2504     | Tramo    | Popayán - Cali                                                   | Troncal de Occidente                           | 0+0000     | 91+0000  | 91,00        |
| 2504A    | Tramo    | Ye de Villa Rica - Palmira                                       | Troncal de Occidente                           | 0+0000     | 48+0700  | 48,70        |
| 2505     | Tramo    | Cali - Palmira - Andalucía                                       | Alternas a la Troncal de Occidente             | 0+0000     | 19+0000  | 19,00        |
| 2505     | Tramo    | Cali - Palmira - Andalucía                                       | Troncal de Occidente                           | 19+0000    | 102+0575 | 83,58        |
| 2505B    | Tramo    | Palmaseca - El Cerrito                                           | Alternas a la Troncal de Occidente             | 0+0000     | 28+0000  | 28,00        |
| 2506     | Tramo    | Andalucía - Cerritos                                             | Troncal de Occidente                           | 0+0000     | 87+0725  | 87,73        |
| 2507     | Tramo    | Cerritos - Cauyá                                                 | Troncal de Occidente                           | 0+0000     | 55+0541  | 55,55        |
| 2508     | Tramo    | Cauyá - La Pintada                                               | Troncal de Occidente                           | 0+0000     | 108+1450 | 109,45       |
| 2509     | Tramo    | La Pintada - Medellín                                            | Troncal de Occidente                           | 0+0000     | 72+0084  | 72,08        |
| 2510     | Tramo    | Medellín - Los Llanos                                            | Troncal de Occidente                           | 0+0000     | 87+1295  | 88,29        |
| 2511     | Tramo    | Los Llanos - Tarazá                                              | Troncal de Occidente                           | 0+0000     | 124+0705 | 124,71       |
| 2512     | Tramo    | Tarazá - Caucasia                                                | Troncal de Occidente                           | 0+0000     | 63+0966  | 63,97        |
| 2513     | Tramo    | Caucasia - Planeta Rica                                          | Troncal de Occidente                           | 0+0000     | 66+0894  | 66,89        |
| 2514     | Tramo    | Planeta Rica - Sincelejo                                         | Troncal de Occidente                           | 0+0000     | 114+0000 | 114,00       |
| 2515     | Tramo    | Sincelejo - Calamar                                              | Troncal de Occidente                           | 0+0000     | 138+0695 | 138,70       |
| 2516     | Tramo    | Calamar - Barranquilla                                           | Troncal de Occidente                           | 0+0000     | 80+0000  | 80,00        |
| 25AT04   | Ramal    | Cruce Ruta 25 (Villa María) - Cruce Ruta 90A (Ciénaga de Rincón) | (en blanco)                                    | 0+0000     | 31+0471  | 31,47        |
| 25ATA    | Variante | Variante Palmar de Varela - Sabanagrande                         | Troncal de Occidente                           | 0+0000     | 10+0700  | 10,70        |
| 25BL02   | Ramal    | Carreto - Cruz del Viso                                          | Acceso a Cartagena                             | 0+0000     | 25+0093  | 25,09        |
| 25CC02   | Ramal    | Timbío - El Tablón                                               | Alternas a la Troncal de Occidente             | 0+0000     | 19+0124  | 19,12        |
| 25CC04   | Ramal    | Popayán - El Rosarío                                             | Conexión Costa Pacifica - Troncal de Occidente | 0+0000     | 28+0000  | 28,00        |
| 25CC15   | Ramal    | Rosas - La Sierra - La Vega - San Sebastián - Santiago           | Transversal Rosas Condagua                     | 0+0000     | 121+0667 | 121,67       |
| 25CC15-1 | Subramal | Santiago - Santa Rosa                                            | Transversal Rosas Condagua                     | 121+0667   | 170+0000 | 48,33        |
| 25CCA    | Paso     | Paso por Santander de Quilichao                                  | Troncal de Occidente                           | 0+0000     | 6+0500   | 6,50         |
| 25CCB    | Variante | Variante de Popayán                                              | Troncal de Occidente                           | 0+0000     | 16+0000  | 16,00        |
| 25CCC    | Variante | Ye de Villa Rica - Límites Cauca                                 | Troncal de Occidente                           | 0+0000     | 2+0806   | 2,81         |
| 25CCD    | Variante | Variante Puerto Tejada                                           | Troncal de Occidente                           | 0+0000     | 5+0000   | 5,00         |
| 25NR01   | Ramal    | Ipiales - Las Lajas                                              | Acceso a Ipiales                               | 0+0000     | 5+0870   | 5,87         |
| 25NR04   | Ramal    | Acceso Aeropuerto de Pasto                                       | Alternas a la Troncal de Occidente             | 0+0000     | 0+0662   | 0,66         |
| 25NRB    | Variante | Variante de Daza                                                 | Alternas a la Troncal de Occidente             | 0+0000     | 3+0600   | 3,60         |
| 25NRC    | Variante | Variante de Ipiales                                              | Troncal de Occidente                           | 0+0000     | 6+0230   | 6,23         |
| 25NRD    | Variante | Variante Oriental de Pasto                                       | Troncal de Occidente                           | 0+0000     | 21+0170  | 21,17        |
| 25NRE    | Variante | Par vial Alto de Daza                                            | Troncal de Occidente                           | 0+0000     | 5+0889   | 5,89         |
| 25RSA    | Paso     | Paso Nacional por La Virginia                                    | Troncal de Occidente                           | 0+0000     | 4+0455   | 4,46         |
| 25SC01   | Ramal    | Sincelejo - Toluviejo                                            | Acceso a Sincelejo                             | 0+0000     | 18+0335  | 18,34        |
| 25SCA    | Variante | Variante Oriental de Sincelejo                                   | Troncal de Occidente                           | 0+0000     | 11+0510  | 11,51        |
| 25VL07   | Ramal    | Cartago - Alcalá                                                 | Acceso a Armenia                               | 0+0000     | 20+0100  | 20,10        |
| 25VLB    | Variante | Variante de Palmira                                              | Troncal de Occidente                           | 0+0000     | 14+0000  | 14,00        |
| 25VLC    | Variante | Variante Ginebra                                                 | Alternas a la Troncal de Occidente             | 0+0000     | 1+0400   | 1,40         |
| 25VLD    | Variante | Variante Sonso                                                   | Alternas a la Troncal de Occidente             | 0+0000     | 1+0150   | 1,15         |
| 25VLE    | Variante | Variante de Tuluá                                                | Alternas a la Troncal de Occidente             | 0+0000     | 6+0735   | 6,74         |
| 25VLF    | Variante | Variante de Andalucía                                            | Alternas a la Troncal de Occidente             | 0+0000     | 4+0241   | 4,24         |
| 25VLG    | Variante | Variante de Bugalagrande                                         | Alternas a la Troncal de Occidente             | 0+0000     | 2+0800   | 2,80         |
| 25VLH    | Variante | Variante de Zarzal                                               | Troncal de Occidente                           | 0+0000     | 4+0320   | 4,32         |

- Total kilómetros a cargo de INVIAS: 1,531,63 km.
- Total Kilómetros en concesión por la ANI: 787,36 km.
- Total Kilómetros en concesión departamental: 155,20 km.
- Total tramos (incluido tramos alternos): 22
- Total pasos o variantes: 18
- Total ramales: 9
- Total subramales: 1
- Porcentaje de vía en Doble Calzada: 23%
  -  2501  Rumichaca - Pasto: 62,00 km aprox.
  -  25NRD  Variante Oriental de Pasto: 3,00 km aprox.
- 2502-25NRE  Pasto - Mojarras y Par Vial Alto de Daza: 7,89 km aprox.
  -  2504  Popayán - Cali: 24,23 km aprox.
  -  2505  Cali - Palmira - Andalucía: 102,58 km aprox.
  -  2506  Andalucía - Cerritos: 87,73 km aprox.
  -  2507  Cerritos - Cauyá: 0,30 km aprox.
  -  2509  La Pintada - Medellín: 8,08 km aprox.
  -  2510  Medellín - Los Llanos: 52,47 km aprox.
  -  2516  Calamar - Barranquilla: 26,00 km aprox.
  -  2504A  Ye de Villa Rica - Palmira: 27,70 km aprox.
  -  2505B  Palmaseca - El cerrito: 28,00 km aprox.
  -  25AT04  Cruce Ruta 25 (Villa María) - Cruce Ruta 90A (Ciénaga de Rincón): 31,47 km aprox.
  -  25ATA  Variante Palmar de Varela - Sabanagrande: 10,70 km aprox.
  -  25VLB  Variante de Palmira: 14,00 km aprox.
- Porcentaje de Vía sin pavimentar: 0%

### Ruta eliminada o anterior
| Código   | Tipo     | Recorrido                                             | Situación Actual |
| -------- | -------- | ----------------------------------------------------- | --- |
| 2503A    | Tramo    | El Estanquillo - Timbío                               | - Tramo en proceso de estructuración, si bien hay Carreteras secundarias y terciarias pero ninguna que conecte directamente como Tramo Alterno. No obstante, está en planes su construcción como alternativa al tramo 2503, afectado por numerosas fallas geológicas. |
| 2504A    | Tramo    | Santander de Quilichao - Florida - Pradera - Palmira  | - 3105 Tramo de la Ruta Nacional 31 |
| 25ANA    | Paso     | Paso por Don Matías                                   | - Vía urbana |
| 25ANB    | Paso     | Paso por Yarumal                                      | - 05887VT152 Carretera Terciaria Departamental |
| 25ANC    | Paso     | Paso por Valdivia                                     | - 25AN14 Carretera Secundaria Departamental |
| 25AND    | Paso     | Paso por Cáceres                                      | - 25AN15 Carretera Secundaria Departamental |
| 25ANE    | Paso     | Paso por Santa Rosa de Osos                           | - Vía urbana |
| 25ANF    | Paso     | Paso por Caldas                                       | - 25ANA Carretera Secundaria Departamental |
| 25ANG    | Paso     | Paso por Bello                                        | - Vía urbana |
| 25ATA    | Paso     | Paso por Ponedera                                     | - 2516AT-06 Carretera Secundaria Departamental |
| 25CLA    | Paso     | Paso por Anserma                                      | - Vía urbana |
| 25CCA    | Paso     | Paso por La Cabaña                                    | - Carretera Inexistente |
| 25NRA    | Paso     | Paso por Tangua                                       | - 25NRA Carretera Secundaria Departamental |
| 25VLB    | Paso     | Paso por Palmira                                      | - 2505 Tramo de la Ruta Nacional 25 |
| 25VLC    | Paso     | Paso por El Cerrito                                   | - Vía urbana |
| 25VLD    | Paso     | Paso por Guacarí                                      | - Vía urbana |
| 25VLE    | Paso     | Paso por Buga                                         | - 25VLE Carretera Secundaria Departamental |
| 25VLF    | Paso     | Paso por Presidente                                   | - 25VLF Carretera Secundaria Departamental |
| 25VLG    | Paso     | Paso por San Pedro                                    | - 25VLG Carretera Secundaria Departamental |
| 25VLH    | Paso     | Paso por Tuluá                                        | - 25VLE Variante de la Ruta Nacional 25 |
| 25VLI    | Paso     | Paso por Bugalagrande                                 | - 25VLF Variante de la Ruta Nacional 25 |
| 25VLJ    | Paso     | Paso por Zarzal                                       | - Vía urbana |
| 25VLK    | Paso     | Paso por La Victoria                                  | - 25VLK Carretera Secundaria Departamental |
| 25VLL    | Paso     | Paso por Cartago                                      | - Vía urbana |
| 25AN01   | Ramal    | Cruce Ruta 25 - Montebello - El Aguacate              | - 25AN03 Carretera Secundaria Departamental (Cruce Ruta 25 - Montebello) - 25AN03-2 Carretera Secundaria Departamental (Montebello - El Aguacate) |
| 25AN02   | Ramal    | Ramal a Normal de Varones                             | - Vía urbana |
| 25AN03   | Ramal    | Ramal a Copacabana                                    | - Vía urbana |
| 25AN04   | Ramal    | Ramal a Girardota                                     | - 25AN19 Carretera en concesión departamental |
| 25AN05   | Ramal    | Cháquiro - Aragón - Labores                           | - 25AN10 Carretera Terciaria Departamental |
| 25AN06   | Ramal    | Los Llanos - Cruce Ruta 23                            | - 25AN11 Carretera Secundaria Departamental |
| 25AN07   | Ramal    | Ramal a Damasco                                       | - 05679VT10 Carretera Secundaria Departamental - 05679VT13 Carretera Terciaria Municipal |
| 25AT01   | Ramal    | San Pedrito - Puerto Limón                            | - 2516AT-01 Carretera Secundaria Departamental |
| 25AT02   | Ramal    | Ramal a Campo de la Cruz                              | - Vía urbana |
| 25AT03   | Ramal    | Ramal a Campo de la Cruz                              | - Vía urbana |
| 25BL01   | Ramal    | San Jacinto - Cerro Maco                              | - 25BL01 Carretera Secundaria Departamental |
| 25BL03   | Ramal    | El Tigre - Mahates - Malagana                         | - 25BL03 Carretera Secundaria Departamental |
| 25CL01   | Ramal    | Supía - Hojas Anchas                                  | - 25CL01 Carretera Secundaria Departamental |
| 25CL02   | Ramal    | Riosucio - Remolino                                   | - Carretera Inexistente |
| 25CC01   | Ramal    | Matacea - Casafría                                    | - 25ACC02 Carretera Secundaria Departamental |
| 25CC03   | Ramal    | La Cabaña - El Hato                                   | - 25CC13 Carretera Secundaria Departamental |
| 25CC06   | Ramal    | El Cairo - Cajibío                                    | - 25CC17 Carretera Secundaria Departamental |
| 25CC07   | Ramal    | Cruce ruta 25 - Ovejas - Caldono                      | - Carretera Inexistente |
| 25CC08   | Ramal    | Cruce ruta 25 - Altamira - Caldono - Pueblo Nuevo     | - Carretera Inexistente |
| 25CC09   | Ramal    | Mondomo - El Turco - Tres Quebradas                   | - 25CC23 Carretera Secundaria Departamental |
| 25CC10   | Ramal    | Santander de Quilichao - Timba                        | - 25CC24 Carretera Secundaria Departamental |
| 25CC11   | Ramal    | Puerto Tejada - Crucero Pance                         | - 25CC11 Carretera Secundaria Departamental (Puerto Tejada - Puente Hormiguero) - 25CC11 Carretera Terciaria Departamental (Puente Hormiguero - Crucero Pance) |
| 25CC12   | Ramal    | Ramal a La Banda                                      | - Sin Nomenclatura Carretera Terciaria Municipal |
| 25CC13   | Ramal    | Cruce ruta 25 (Mondomo) - San Isidro                  | - 25CC20-1 Carretera Secundaria Departamental |
| 25CC14   | Ramal    | Abejonal - San Jerónimo                               | - Carretera Inexistente |
| 25CR01   | Ramal    | La Apartada - Ayapel                                  | - 25CR01 Carretera Secundaria Departamental |
| 25NR02   | Ramal    | Ipiales - Gualmatán                                   | - 25NR02 Carretera Secundaria Departamental |
| 25NR03   | Ramal    | Motilón - El Tambo - El Peñol                         | - 25NR03 Carretera Secundaria Departamental |
| 25NR05   | Ramal    | Cruce tramo 2502A - Taminango - Granada               | - 25NR05 Carretera Secundaria Departamental |
| 25NR06   | Ramal    | Panoya (Cruce Ruta 25) - Granada                      | - 25NR06 Carretera Secundaria Departamental |
| 25NR07   | Ramal    | Pilcuán - Funes - Chapal                              | - 25NR07 Carretera Secundaria Departamental |
| 25NR08   | Ramal    | Buesaco - Las Mesas                                   | - 25NR08 Carretera Secundaria Departamental |
| 25NR09   | Ramal    | El Empate - Arboledas - San Lorenzo - La Laguna       | - 25NR09 Carretera Secundaria Departamental |
| 25NR10   | Ramal    | La Granja - Ancuyá - Linares                          | - Carretera Inexistente |
| 25RS01   | Ramal    | Acceso a La Virginia (carretera antigua)              | - Carreteable |
| 25RS02   | Ramal    | La Ceiba - Quinchía                                   | - 900 Carretera Secundaria Departamental |
| 25RS03   | Ramal    | Cerritos - Pereira                                    | - 29RS01 Ramal de la Ruta Nacional 29 |
| 25SC02   | Ramal    | Corozal - Sincé - Galeras                             | - 25SC02 Carretera Secundaria Departamental |
| 25VL01   | Ramal    | El Placer (Amaime) - cruce ramal 25VL02 (Santa Elena) | - 25VL02 Carretera Terciaria Departamental |
| 25VL02   | Ramal    | Cruce Ruta 25 - Santa Elena - hacienda El Paraíso     | - 25VL02 Carretera Terciaria Departamental |
| 25VL03   | Ramal    | Ramal a Ginebra                                       | - 25VL03 Carretera Secundaria Departamental |
| 25VL04   | Ramal    | Tuluá - Riofrío                                       | - 25VL04 Carretera Secundaria Departamental |
| 25VL05   | Ramal    | Zarzal - Roldanillo                                   | - 25VL05 Carretera Secundaria Departamental |
| 25VL06   | Ramal    | La Victoria - La Unión                                | - 25VL06 Carretera Secundaria Departamental |
| 25CR03-1 | Subramal | Subramal a San Carlos                                 | - 74CR01 Carretera Secundaria Departamental |
| 25RS03-1 | Subramal | Pereira - Marsella                                    | - 29RS05 Carretera Secundaria Departamental |

## Municipios
Las ciudades y municipios por los que recorre la ruta son los siguientes:
Convenciones:
- Fondo Azul : Recorrido actual.
- Fondo Gris : Recorrido anterior.
- Negrita: Cabecera municipal.
- Texto azul: Ríos.
- Texto verde: Parques nacionales.

| Tramo | Municipio              | Recorrido | Departamento    |
| ----- | ---------------------- | --- | --------------- |
| 2501  | Ipiales                | Puente Internacional Rumichaca; Ipiales (Cruce 0801 y cruce 25NR01 hacia Las Lajas); Las Cruces; San Juan (Acceso 25NR12 a Puerres y Córdoba, Acceso 25NR09 a Contadero y Gualmatán). | Nariño          |
| 2501  | Contadero              | Contadero (Acceso 25NR09 ); Palos Verdes. | Nariño          |
| 2501  | Iles                   | Pilcuán (Acceso 25NR11 a Iles y Gualmatán). | Nariño          |
| 2501  | Imués                  | Pilcuán Viejo (Acceso 25NR07 a Funes); Pilcuán Recia; Pedregal (Cruce 1002 ). | Nariño          |
| 2501  | Tangua                 | Tangua (Acceso 25NRA ); Cebadal (Inicio 2501B ) | Nariño          |
| 2501  | Pasto                  | Cubiján Bajo; La Merced; Catambuco; Pasto (Variante 25NRD con Cruce 1003 hacia Mocoa; Inicio 2501A hacia Buesaco, San Pedro de Cartago, La Unión y Mercaderes finalizando en Mojarras (Mercaderes)). | Nariño          |
| 2501B | Tangua                 | Cebadal. | Nariño          |
| 2501B | Yacuanquer             | Yacuanquer. | Nariño          |
| 2501B | Consacá                | Alto cariaco (Acceso 25BNR01 a San Miguel de Cariaco); Bomboná; Consacá (Acceso 25BNR02 a Churapamba); El Juncal; Campamento; Rumipamba; Caracol; El Edén; Hatillo (Acceso 17NR06-4 a Ancuya); Villa Inés. | Nariño          |
| 2501B | Sandoná                | San Miguel (Acceso 25BNR03 a Guayacán); Cruce Circunvalar (Acceso 25BNR04 a San Francisco); Sandoná (Acceso 17NR06-3 a Ancuya); La Bomba (Acceso 25BNR07 a La Joya); Altamira (Acceso 25BNR09 a Corrales y acceso 25BNR08 a Cruz de Arada); Puente Ingenio (Acceso 25BNR10 a San Antonio); El Ingenio (Acceso 25BNR11 a Paraguay y acceso 25BNR12 a Bohorquez); Santa Rosa (por acceso 25BNR13 ) Santa Bárbara (por acceso 25BNR14 ) | Nariño          |
| 2501B | La Florida             | La Florida (Acceso 25BNR15 a El Maco, acceso 25BNR16 a Salado y acceso 25BNR17 a Plazuelas). | Nariño          |
| 2501B | Nariño                 | Motilón (Acceso 25NR03 a Sotomayor); Nariño; | Nariño          |
| 2501B | Pasto                  | Genoy; Villa María; Pasto. | Nariño          |
| 2502  | Pasto                  | Pasto. | Nariño          |
| 2502  | Chachagüí              | Chachagüí; Aeropuerto Antonio Nariño; El Caño. | Nariño          |
| 2502  | Taminango              | Loma Larga; Alto Chapungo; El Tablón; Granada (Acceso 25NR05 a Taminango); El Manzano; Mamajuana; Remolino. | Nariño          |
| 2502  | Mercaderes             | Matacea (Acceso 25ACC02 a Casa Fría); Mojarras (Cruce fin 2501A ). | Cauca           |
| 2501A | Pasto                  | Pasto. | Nariño          |
| 2501A | Buesaco                | El Palmar; Villa Moreno (Acceso 25NR18 a Chachaguí y acceso 10NR09 a San Miguel); Río Buesaquito; Buesaco (Acceso 25NR08 a Las Mesas); Higuerones. | Nariño          |
| 2501A | Arboleda               | El Empate (Acceso 25ANR01 a Albán); Rosa Florida (Acceso 25NR19 a Berruecos) | Nariño          |
| 2501A | San Pedro de Cartago   | Martín; San Isidro; San Pedro de Cartago. | Nariño          |
| 2501A | La Unión               | Peña Blanca; La Unión; La Betulia; Ojo de Agua; Río Mayo | Nariño          |
| 2501A | Florencia              | Higuerones (Acceso 25ACC01 a Florencia) | Cauca           |
| 2501A | Mercaderes             | Sombrerillos; Mercaderes (Acceso 12CC03 a La Medina) Casa Fría (Acceso 25ACC02 a Matacea); Mojarras (Cruce 2502 ). | Cauca           |
| 2503  | Mercaderes             | Mojarras (Cruce fin 2501A ); El Pilón. | Cauca           |
| 2503  | Patía                  | Galindez; El Estrecho (Acceso 25CC03 a Balboa); Patía; Estanquillo; La Lupa (Cruce 1203 hacia Santiago (San Sebastián) y Santa Rosa); El Bordo; Piedrasentada. | Cauca           |
| 2503  | La Sierra              | La Depresión (Acceso 25CC09 a La Sierra). | Cauca           |
| 2503  | Rosas                  | Parraga, La Laja; Rosas (Cruce 25CC15 hacia La Sierra, La Vega y San Sebastián); Alto Lomagrande. | Cauca           |
| 2503  | Timbío                 | Nuevo Boquerón; El uvo; El Arado; Timbío (Acceso 25CC12 a Paispamba). | Cauca           |
| 2503  | Sotará                 | Puerto Triunfo | Cauca           |
| 2503  | Popayán                | Popayán (Variante 25CCD con cruce 2001 y cruce 25CC04 hacia El Rosarío (Cajibío)) | Cauca           |
| 2504  | Popayán                | Popayán; Crucero (Cruce 2602 ); Los Guaduales; Tres Tulpas. | Cauca           |
| 2504  | Cajibío                | El Cofre; El Cairo (Acceso 25CC17 a Cajibío); El Túnel. | Cauca           |
| 2504  | Piendamó               | Piendamó (Cruce 2601 hacia Morales y cruce 2602A hacia Silvia y Totoró); Tunia; Resguardo Indígena la María; El Mango. | Cauca           |
| 2504  | Caldono                | Pescador (Acceso 25CC21 a Caldono); El Pital (Acceso 25CC22 a Caldono). | Cauca           |
| 2504  | Santander de Quilichao | Mondomo; Quinamayo; Santander de Quilichao (Paso 25CCA con cruce 3105 hacia Palmira). | Cauca           |
| 2504  | Villa Rica             | Ye de Villa Rica (Inicio tramo alterno 2504A ) | Cauca           |
| 2504  | Jamundí                | Ciudadela Terranova; Jamundí. | Valle del Cauca |
| 2504  | Cali                   | Cruce Pance (Acceso 25VL32 y 25CC11 a Puerto Tejada); Cali. | Valle del Cauca |
| 2504A | Santander de Quilichao | Santander de Quilichao. | Cauca           |
| 2504A | Caloto                 | Caloto (Acceso 31CC01 a La Placa y acceso 25CC26 a Villa Rica); El Palo (Cruce 3702 ); Río El Palo; Pilón; Huasano. | Cauca           |
| 2504A | Corinto                | Río Jagual; Corinto (Acceso 31CC02 a Puerto Tejada); Río La Paila; Quebrada Seca; Cruce 31CC03 (Acceso a Gualanday); Cruce 31CC04 (Acceso a Gualanday); Río Guengue. | Cauca           |
| 2504A | Miranda                | Miranda; (Acceso 31CC05 a Santa Ana); Río Desbaratado. | Cauca           |
| 2504A | Florida                | Río Las Canoas; Simón Bolívar; Río Fraile (Acceso 31VL01 a Chococito); Florida; Crucero La Industria (Acceso 3202 a Candelaria); Río Parraga. | Valle del Cauca |
| 2504A | Pradera                | Pradera (Acceso 25VL13 a Candelaria); Río Bolo. | Valle del Cauca |
| 2504A | Palmira                | Aguaclara (Acceso 31VL05 a La Buitrera); Palmira (Cruce 2505 ). | Valle del Cauca |
| 2504A | Villa Rica             | Ye de Villa Rica; Villa Rica (Paso 25CCC ); La Palma; La Primavera. | Cauca           |
| 2504A | Puerto Tejada          | Zona Franca Permanente del Cauca (Acceso); Puerto Tejada (Variante 25CCD , acceso 25CC27 a Guachené y acceso 31CC02 a Corinto); Río Palo | Cauca           |
| 2504A | Miranda                | Villa del Lago; Río Desbaratado. | Cauca           |
| 2504A | Candelaria             | Tarragona (acceso 31VL01 a Florida y acceso 32VL04 a El Tiple); La Albania; El Cabuyal; Río Fraile; El Arenal; Cruce Candelaria (Cruce 3202 ); Candelaria; El Lauro; Río Bolo | Valle del Cauca |
| 2504A | Palmira                | Bolo San Isidro (Acceso 35VL12 a Guanabanal); Palmira (Acceso por Carrera 32)Cruce Ferrocarril del Pacífico; Intersección Sucromiles (Cruce 2505 y 25VLB ). | Valle del Cauca |
| 2505B | Palmira                | Palmaseca (Cruce 2505 ); Intersección Guajira (Cruce 23VL01 ); Rozo (Cruce 23VL01 y cruce 25VL14 ); La Acequia (Cruce 23VL02-2 ); Río Amaime. | Valle del Cauca |
| 2505B | El Cerrito             | El Cerrito; Intersección Cerrito (Cruce 2505 ). | Valle del Cauca |
| 2505  | Cali                   | Cali; Río Cauca. | Valle del Cauca |
| 2505  | Palmira                | Palmaseca (Cruce 2505B hacia El Cerrito vía Rozo); Intersección aeropuerto (Cruce 23VL01 hacia Glorieta Cencar (Yumbo) vía Aeropuerto Internacional Alfonso Bonilla Aragón); Intersección Sucromiles (Cruce 2504A hacia Ye de Villa Rica (Villa Rica) y cruce variante 25VLB de Palmira); Palmira (Cruce 3105 hacia Santander de Quilichao); Amaime.                                                                                 | Valle del Cauca |
| 2505  | El Cerrito             | El Placer; Intersección Providencia (cruce variante 25VLB de Palmira); El Cerrito (Acceso 25VL03-1 a Ginebra); Intersección Cerrito (Cruce 2505B hacia Palmaseca (Palmira)). | Valle del Cauca |
| 2505  | Guacarí                | Variante Ginebra (Variante 25VLC con cruce 25VL03 hacia Ginebra); Guacarí; Sonso. | Valle del Cauca |
| 2505  | Buga                   | El Vínculo; Zanjón Hondo; La Unidad; Quebradaseca (Acceso 25VLE a Buga); Buga (cruce 4001 hacia Loboguerrero (Dagua) y Buenaventura); San Antonio; Pueblo Nuevo. | Valle del Cauca |
| 2505  | San Pedro              | San Pedro. | Valle del Cauca |
| 2505  | Tuluá                  | Tuluá (variante 25VLE ). | Valle del Cauca |
| 2505  | Andalucía              | Andalucía (variante 25VLF ). | Valle del Cauca |
| 2506  | Andalucía              | Andalucía. | Valle del Cauca |
| 2506  | Bugalagrande           | Bugalagrande (variante 25VLG ); El Overo; Uribe (Acceso 4002A a Sevilla). | Valle del Cauca |
| 2506  | Zarzal                 | La Paila (Cruce 4002 hacia Armenia); Zarzal (variante 25VLH ). | Valle del Cauca |
| 2506  | La Victoria            | La Victoria (Acceso 25VLK y 25VL30 ) | Valle del Cauca |
| 2506  | Obando                 | Obando. | Valle del Cauca |
| 2506  | Cartago                | Zaragoza; Cartago (Cruce 25VL07 hacia Alcalá) | Valle del Cauca |
| 2506  | Pereira                | Puente Blanco; Cerritos (Cruce 29RS01 ). | Risaralda       |
| 2507  | Pereira                | Cerritos. | Risaralda       |
| 2507  | La Virginia            | La Virginia (Acceso Paso 25RSA con cruce 50RS01 hacía Apía y cruce 2302 hacia Ansermanuevo); Batallón de Artillería n.º 8. | Risaralda       |
| 2507  | Belalcázar             | El Cairo (Acceso 17288 a Belalcázar); El Águila (Acceso a Belalcázar). | Caldas          |
| 2507  | San José               | Condominio Acapulco. | Caldas          |
| 2507  | Viterbo                | Asia (Acceso 5003 a Viterbo y Pueblo Rico); Remolinos (Conexión nueva vía del proyecto 4G Conexión Pacífico 3). | Caldas          |
| 2507  | Anserma                | La Isla (Acceso 25RS02 a Belén de Umbría); Chapata; Tusas; Cauya (Acceso 50CL01 a Risaralda). | Caldas          |
| 2508  | Anserma                | Cauya (Acceso 50CL01 a Risaralda); Anserma; Partidas. | Caldas          |
| 2508  | Guática                | El Tigre (Acceso 25RS03 a Guática); San Clemente; las Parcellas. | Risaralda       |
| 2508  | Quinchía               | La Estrella (Acceso 25RS03 a Quinchía); La Ceiba (Acceso a Quinchía). | Risaralda       |
| 2508  | Riosucio               | Riosucio (Acceso 2304 a Jardín); Central. | Risaralda       |
| 2508  | Supía                  | Guamal; Supía; El Obispo; Dos Quebradas; Palma Sola; La Felisa (Cruce 2903 hacia La Estrella (Neira)); El Rodeo (Acceso 33CL01 a La Felisa (La Merced) y Filadelfia); Botijas; Piedras. | Risaralda       |
| 2508  | Marmato                | La Garrucha, La Central (Acceso 25CL03 a Marmato). | Risaralda       |
| 2508  | Caramanta              | Chirapotó. | Risaralda       |
| 2508  | La Pintada             | La Bocana; Bocas (Acceso 3302 a Aguadas); La Pintada (Variante 25ANI con cruce 25B01 hacia Peñalisa (Tarso)). | Antioquia       |
| 2509  | La Pintada             | La Pintada. | Antioquia       |
| 2509  | Santa Bárbara          | El Noventa; Bellavista; Abejorral; Santa Bárbara; Cruce 25 (Acceso 25AN02 a Fredonia); Versalles (Acceso 25AN02 a Montebello), Alto de Minas. | Antioquia       |
| 2509  | Caldas                 | Primavera (Cruce 6003 hacia Amagá y La Mansa (El Carmen del Atrato)); Caldas. | Antioquia       |
| 2509  | La Estrella            | La Tablaza; La Estrella. | Antioquia       |
| 2509  | Sabaneta               | Sabaneta. | Antioquia       |
| 2509  | Envigado               | Envigado. | Antioquia       |
| 2509  | Medellín               | Medellín. | Antioquia       |
| 2510  | Medellín               | Medellín. | Antioquia       |
| 2510  | Bello                  | Bello. | Antioquia       |
| 2510  | Copacabana             | Copacabana; Alto de Alcón. | Antioquia       |
| 2510  | Girardota              | Centro Industrial del norte (Acceso 25AN19 a Girardota). | Antioquia       |
| 2510  | Barbosa                | Hatillo (Cruce 6205 hacia Barbosa y Cisneros); Piedra de Cestillal; Alto de Matasanos. | Antioquia       |
| 2510  | Don Matías             | Don Matías (Acceso 25AN06 ); Ríogrande. | Antioquia       |
| 2510  | Santa Rosa de Osos     | Ríogrande; Hoyo Rico; Santa Rosa de Osos; El Roble; El Chaquiro. | Antioquia       |
| 2510  | Yarumal                | Llanos de Cuivá (Acceso 25AN11 a San José de la Montaña) | Antioquia       |
| 2511  | Yarumal                | Llanos de Cuivá; Yarumal; Mina Vieja; Cerro Morro Azul. | Antioquia       |
| 2511  | Valdivia               | San Fermín (Acceso 25AN13 a Briceño); Valdivia (Paso 25AN14 ); Santa Inés; La Habana; Puerto Valdivia; Puerto Raudal; Las Palomas; El Quince; El Catorce. | Antioquia       |
| 2511  | Tarazá                 | El Doce; El Cinco; Piedras; Tarazá. | Antioquia       |
| 2512  | Tarazá                 | Tarazá. | Antioquia       |
| 2512  | Cáceres                | Cáceres (Paso 25AN15 ); Corrales El Playón; Puerto Bélgica; El Jardín; Guarumo. | Antioquia       |
| 2512  | Caucasia               | Caucasia (Acceso 25AN17 a Zaragoza). | Antioquia       |
| 2513  | Caucasia               | Caucasia; Campo Alegre. | Antioquia       |
| 2513  | La Apartada            | La Apartada (Acceso 25CR01 a Ayapel y acceso 25CR02 a Montelíbano y Puerto Libertador). | Córdoba         |
| 2513  | Buenavista             | Villa Fátima; Aguaviva; Buenavista. | Córdoba         |
| 2513  | Planeta Rica           | Plaza Bonita; Planeta Rica (Variante 25CRA y cruce 2310 hacia Montería); Las Pelonas; La Granjita. | Córdoba         |
| 2514  | Planeta Rica           | Planeta Rica; Las Pelonas; La Granjita. | Córdoba         |
| 2514  | Pueblo Nuevo           | Pueblo Nuevo; El Chuzo. | Córdoba         |
| 2514  | Sahagún                | El Viajano (Cruce 7403 hacia San Marcos); Jalisco; Colomboy; Tres Esquinas; La Ye (Cruce 7402 hacia Cereté); Guaimarito; Guñimaro; Sahagún (Acceso a Ciénaga de Oro y acceso 25CR05 a La Unión). | Córdoba         |
| 2514  | Chinú                  | Chinú (Cruce 7801 hacia Lorica). | Córdoba         |
| 2514  | Sampués                | Piedras Blancas; Sampués; Mata de Caña; La Gallera. | Sucre           |
| 2514  | Sincelejo              | Sincelejo (Variante 25SCA con acceso 2514A a Sampués (Vía Segovia) y Chochó). | Sucre           |
| 2515  | Sincelejo              | Sincelejo. | Sucre           |
| 2515  | Morroa                 | Bremen; Morroa. | Sucre           |
| 2515  | Corozal                | Corozal; Sabanas de Corozal | Sucre           |
| 2515  | Morroa                 | Sabanas de Cali; El Coley; Los Hatos; El Rincón. | Sucre           |
| 2515  | Los Palmitos           | Los Palmitos; El Reparo; Puerta de Hierro (Cruce 7802 hacia Magangué y Yatí); El Piñal. | Sucre           |
| 2515  | Ovejas                 | Cruce 2515 (Acceso 25SC05 a Toluviejo); Ovejas. | Sucre           |
| 2515  | El Carmen de Bolívar   | Verdum; Padula; El Carmen de Bolívar (Cruce 8001 hacia Plato). | Bolívar         |
| 2515  | San Jacinto            | Bajo de Osos; San Jacinto. | Bolívar         |
| 2515  | San Juan Nepomuceno    | San Juan Nepomuceno; Carreto (Cruce 25BL02 hacia Cruz del Viso (Mahates) vía San Cayetano y Malagana). | Bolívar         |
| 2515  | Calamar                | El Tigre (Acceso 25SC05 a Arroyohondo y Mahates); Calamar. | Bolívar         |
| 2516  | Calamar                | Calamar. | Bolívar         |
| 2516  | Suan                   | Puerto Limón (Acceso 25AT01 a Santa Lucía); Suan. | Atlántico       |
| 2516  | Campo de la Cruz       | Campo de la Cruz (Acceso 25AT02 ) Cruce 2516 (Acceso 25AT04 a Candelaria y Manatí), Bohórquez. | Atlántico       |
| 2516  | Candelaria             | Área rural. | Atlántico       |
| 2516  | Ponedera               | Puerto Giraldo; Macondal; Ponedera (Paso 25ATA ). | Atlántico       |
| 2516  | Palmar de Varela       | Palmar de Varela (variante 25ATA con cruce 90AT01 hacia Sabanalarga). | Atlántico       |
| 2516  | Santo Tomás            | Santo Tomás (Acceso 25AT09 a Polonuevo). | Atlántico       |
| 2516  | Sabanagrande           | Sabanagrande (variante 25ATA hacia Palmar de Varela). | Atlántico       |
| 2516  | Malambo                | Villa María (Cruce 25AT04 Hacia Ciénaga de Rincón (Puerto Colombia en Cruce 90A01 ) vía Caracolí (cruce 25AT03 y 90AT03 ), Galapa (cruce 9006 ) y Juan Mina (cruce 25AT12 )); Malambo (Cruce 25AT03 hacía Caracolí). | Atlántico       |
| 2516  | Soledad                | Aeropuerto Internacional Ernesto Cortissoz; Soledad. | Atlántico       |
| 2516  | Barranquilla           | Barranquilla. | Atlántico       |

## Concesiones y proyectos
Actualmente la ruta posee los siguientes proyectos y concesiones:

### Concesiones y proyectos actuales
| Código | Sector                                                           | Tipo                    | Cód. proyecto | Nombre Proyecto                                               | Concesionaria                                                | Unidad Funcional             | Etapa                   | PR Inicial | PR Final | Longitud km. |
| ------ | ---------------------------------------------------------------- | ----------------------- | ------------- | ------------------------------------------------------------- | ------------------------------------------------------------ | ---------------------------- | ----------------------- | ---------- | -------- | ------------ |
| 2501   | Puente internacional de Rumichaca - San Juan de Pasto            | Concesión ANI           | 4G025         | Rumichaca - Pasto                                             | Concesionaria Vial Unión Del Sur SAS                         | UF 1; UF 2; UF 3; UF 4; UF 5 | Construcción, operación | 0+0040     | 83+0000  | 82,96        |
| 2504   | Popayán - Ye de Villa Rica                                       | Concesión ANI           | 4G025         | Popayán - Santander de Quilichao                              | Concesionario Nuevo Cauca SAS                                | UF 1; UF 2; UF 3; UF 4       | Pre-construcción        | 0+0000     | 77+0000  | 77,00        |
| 2504A  | Ye de Villa Rica - Palmira                                       | Concesión ANI           | 5G003         | Accesos Cali - Palmira                                        | Concesionaria Rutas del Valle S.A.S                          | UF 2                         | Adjudicado              | 0+0000     | 48+0700  | 48,70        |
| 2505   | Cali - Palmira                                                   | Concesión ANI           | 5G003         | Accesos Cali - Palmira                                        | Concesionaria Rutas del Valle S.A.S                          | UF 2                         | Adjudicado              | 0+0000     | 19+0000  | 19,00        |
| 2505   | Paso Nacional por Palmira                                        | Concesión ANI           | 5G003         | Accesos Cali - Palmira                                        | Concesionaria Rutas del Valle S.A.S                          | UF 1                         | Adjudicado              | 19+0000    | 25+0000  | 6,00         |
| 2505   | Palmira - Buga                                                   | Concesión ANI           | 5G003         | Accesos Cali - Palmira                                        | Concesionaria Rutas del Valle S.A.S                          | UF 1                         | Adjudicado              | 25+0000    | 67+0000  | 42,00        |
| 2505   | Buga - Andalucía                                                 | Concesión departamental | NA            | Buga - Tuluá - La Paila - La Victoria                         | Proyectos de Infraestructura S.A.                            | NA                           | Operación               | 67+0000    | 102+0575 | 35,58        |
| 2505B  | Palmaseca - El Cerrito                                           | Concesión ANI           | 5G003         | Accesos Cali - Palmira                                        | Concesionaria Rutas del Valle S.A.S                          | UF 1                         | Adjudicado              | 0+0000     | 28+0000  | 28,00        |
| 2506   | Andalucía - La Paila - La Victoria                               | Concesión departamental | NA            | Buga - Tuluá - La Paila - La Victoria                         | Proyectos de Infraestructura S.A.                            | NA                           | Operación               | 0+0000     | 42+0550  | 42,55        |
| 2506   | La Victoria - Cartago                                            | Concesión ANI           | 3G003         | Pereira - La Victoria                                         | Concesionaria de Occidente S.A.                              | Tramo 1; Tramo 3             | Finalizado y Liquidado  | 42+0550    | 79+0578  | 37,03        |
| 2506   | Cartago - Cerritos                                               | Concesión ANI           | 3G003         | Pereira - La Victoria                                         | Concesionaria de Occidente S.A.                              | Tramo 2                      | Finalizado y Liquidado  | 79+0578    | 87+0725  | 8,15         |
| 2507   | La Virginia - Remolinos                                          | Concesión ANI           | 4G004         | Autopista Conexión Pacífico 3                                 | Concesionario Pacífico 3 S.A.S.                              | UF 1; UF 2                   | Construcción            | 10+0545    | 37+0180  | 26,64        |
| 2508   | La Felisa - La Pintada                                           | Concesión ANI           | 4G004         | Autopista Conexión Pacífico 3                                 | Concesionario Pacífico 3 S.A.S.                              | UF 5                         | Construcción            | 60+1000    | 108+0866 | 47,87        |
| 2508   | La Pintada                                                       | Concesión ANI           | 4G004         | Autopista Conexión Pacífico 3                                 | Concesionario Pacífico 3 S.A.S.                              | UF 5                         | Construcción            | 108+0866   | 108+1450 | 0,58         |
| 2509   | La Pintada - Primavera                                           | Concesión ANI           | 4G003         | Autopista Conexión Pacífico 2                                 | Concesionaria La Pintada                                     | UF 5                         | Construcción, operación | 0+0000     | 54+0000  | 54,00        |
| 2509   | Primavera - Ancón Sur                                            | Concesión ANI           | 4G002         | Autopista Conexión Pacífico 1                                 | Concesionaria Vial del Pacífico S.A.S. - COVIPACIFICO S.A.S. | UF 4                         | Construcción, operación | 54+0000    | 64+0000  | 10,00        |
| 2510   | Medellín - Hoyo Rico                                             | Concesión departamental | NA            | Desarrollo Vial del Aburrá Norte                              | Hatovial S.A.S.                                              | NA                           | Operación               | 0+0000     | 52+0474  | 52,47        |
| 2513   | Caucasia - Planeta Rica                                          | Concesión ANI           | 4G016         | IP - Antioquia - Bolívar                                      | Concesión Ruta Al Mar Sas Coruma SAS                         | UF 1                         | Construcción, operación | 3+0350     | 62+0000  | 58,65        |
| 2514   | La Ye - Sincelejo                                                | Concesión ANI           | 3G006         | Córdoba - Sucre                                               | Autopistas de la Sabana S.A.                                 | UF 8                         | Construcción, operación | 52+0000    | 114+0000 | 62,00        |
| 2515   | Sincelejo - Puerta de Hierro                                     | Concesión ANI           | 3G006         | Córdoba - Sucre                                               | Autopistas de la Sabana S.A.                                 | UF 3; UF 4                   | Construcción, operación | 0+0000     | 25+0000  | 25,00        |
| 2515   | Puerta de Hierro - Calamar                                       | Concesión ANI           | 4G018         | Puerta de Hierro - Palmar de Varela y Carreto - Cruz del Viso | Concesionaria Vial Montes De Maria SAS                       | UF 1; UF 2; UF 3             | Operación               | 25+0000    | 138+0695 | 113,70       |
| 2516   | Calamar - Palmar de Varela                                       | Concesión ANI           | 4G018         | Puerta de Hierro - Palmar de Varela y Carreto - Cruz del Viso | Concesionaria Vial Montes De Maria SAS                       | UF 3                         | Operación               | 0+0000     | 54+0000  | 54,00        |
| 2516   | Palmar de Varela - Barranquilla                                  | Concesión ANI           | 3G008         | Ruta Caribe                                                   | Autopistas del Sol S.A.S.                                    | T3; T7                       | Operación               | 54+0000    | 80+0000  | 26,00        |
| 25AT04 | Cruce Ruta 25 (Villa María) - Cruce Ruta 90A (Ciénaga de Rincón) | Concesión ANI           | 4G005         | Cartagena - Barranquilla - “Circunvalar de la Prosperidad”    | Concesión Costera Cartagena - Barranquilla                   | UF 5; UF 6                   | Construcción            | 0+0000     | 31+0471  | 31,47        |
| 25ATA  | Variante Palmar de Varela - Sabanagrande                         | Concesión ANI           | 3G008         | Ruta Caribe                                                   | Autopistas del Sol S.A.S.                                    | Ad2                          | Operación               | 0+0000     | 10+0700  | 10,70        |
| 25BL02 | Carreto - Cruz del Viso                                          | Concesión ANI           | 4G018         | Puerta de Hierro - Palmar de Varela y Carreto - Cruz del Viso | Concesionaria Vial Montes De Maria SAS                       | UF 2                         | Operación               | 0+0000     | 25+0093  | 25,09        |
| 25NRC  | Variante de Ipiales                                              | Concesión ANI           | 4G025         | Rumichaca - Pasto                                             | Concesionaria Vial Unión Del Sur SAS                         | UF 1                         | Construcción, operación | 0+0000     | 6+0230   | 6,23         |
| 25NRD  | Variante Oriental de Pasto                                       | Concesión ANI           | 4G025         | Rumichaca - Pasto                                             | Concesionaria Vial Unión Del Sur SAS                         | UF 5                         | Construcción, operación | 0+0000     | 0+0440   | 0,44         |
| 25SC01 | Sincelejo - Toluviejo                                            | Concesión ANI           | 3G006         | Córdoba - Sucre                                               | Autopistas de la Sabana S.A.                                 | UF 7                         | Construcción, operación | 0+0000     | 18+0335  | 18,34        |
| 25SCA  | Variante Oriental de Sincelejo                                   | Concesión ANI           | 3G006         | Córdoba - Sucre                                               | Autopistas de la Sabana S.A.                                 | UF 3                         | Construcción, operación | 0+0000     | 11+0510  | 11,51        |
| 25VLB  | Variante de Palmira                                              | Concesión ANI           | 2G001         | Accesos Cali - Palmira                                        | Concesionaria Rutas del Valle S.A.S                          | UF 2                         | Adjudicado              | 0+0000     | 14+0000  | 14,00        |
| 25VLE  | Variante de Tuluá                                                | Concesión departamental | NA            | Buga - Tuluá - La Paila - La Victoria                         | Proyectos de Infraestructura S.A.                            | NA                           | Operación               | 0+0000     | 6+0735   | 6,74         |
| 25VLF  | Variante de Andalucía                                            | Concesión departamental | NA            | Buga - Tuluá - La Paila - La Victoria                         | Proyectos de Infraestructura S.A.                            | NA                           | Operación               | 0+0000     | 4+0241   | 4,24         |
| 25VLG  | Variante de Bugalagrande                                         | Concesión departamental | NA            | Buga - Tuluá - La Paila - La Victoria                         | Proyectos de Infraestructura S.A.                            | NA                           | Operación               | 0+0000     | 2+0800   | 2,80         |
| 25VLH  | Variante de Zarzal                                               | Concesión departamental | NA            | Buga - Tuluá - La Paila - La Victoria                         | Proyectos de Infraestructura S.A.                            | NA                           | Operación               | 0+0000     | 4+0320   | 4,32         |

### Concesiones y proyectos anteriores
| Código | Sector                                                | Tipo            | Cód. proyecto | Nombre Proyecto                                 | Concesionaria                                         | Unidad Funcional | Etapa                  | PR Inicial | PR Final | Longitud km. |
| ------ | ----------------------------------------------------- | --------------- | ------------- | ----------------------------------------------- | ----------------------------------------------------- | ---------------- | ---------------------- | ---------- | -------- | ------------ |
| 2501   | Puente internacional de Rumichaca - San Juan de Pasto | Concesión ANI   | 3G005         | Rumichaca - Pasto - Chachagüí - Aeropuerto 2006 | Desarrollo vial del Nariño S.A. - DEVINAR             | Tramo 1; Tramo 3 | Finalizado y reversado | 0+0015     | 83+0000  | 82,85        |
| 2501B  | Cebadal - Pasto                                       | Proyecto INVIAS | VE013         | Circunvalar Galeras                             | CONSORCIO GALERAS 2015                                | NA               | Finalizado             | NA         | NA       | 18,00        |
| 2502   | Pasto - Chachagüí -Aeropuerto                         | Concesión ANI   | 3G005         | Rumichaca - Pasto - Chachagüí - Aeropuerto 2006 | Desarrollo vial del Nariño S.A. - DEVINAR             | Tramo 4          | Finalizado y reversado | 5+0200     | 83+0000  | 77,80        |
| 2504   | Santander de Quilichao - Ye de Villarica - Jamundí    | Concesión ANI   | 2G001         | Malla Vial del Valle del Cauca y Cauca          | Unión Temporal Malla Vial del Valle del Cauca y Cauca | Tramo 2          | Finalizado y reversado | 77+0000    | 98+0020  | 21,02        |
| 2504A  | Ye de Villlarica - Palmira                            | Concesión ANI   | 2G001         | Malla Vial del Valle del Cauca y Cauca          | Unión Temporal Malla Vial del Valle del Cauca y Cauca | Tramo 2          | Finalizado y reversado | 0+0000     | 48+0700  | 48,70        |
| 2505   | Cali - Palmira -Buga                                  | Concesión ANI   | 2G001         | Malla Vial del Valle del Cauca y Cauca          | Unión Temporal Malla Vial del Valle del Cauca y Cauca | Tramo 3, Tramo 4 | Finalizado y reversado | 0+0000     | 67+0000  | 67,00        |
| 2505B  | Palmaseca - El Cerrito                                | Concesión ANI   | 2G001         | Malla Vial del Valle del Cauca y Cauca          | Unión Temporal Malla Vial del Valle del Cauca y Cauca | Tramo 6          | Finalizado y reversado | 0+0000     | 28+0000  | 28,00        |
| 25NRC  | Variante de Ipiales                                   | Proyecto INVIAS | VE055         | Rumichaca                                       | UNION TEMPORAL JDM-EDIVIAL-MOPSA                      | NA               | Finalizado             | NA         | NA       | 1,00         |
| 25VLB  | Variante de Palmira                                   | Concesión ANI   | 2G001         | Malla Vial del Valle del Cauca y Cauca          | Unión Temporal Malla Vial del Valle del Cauca y Cauca | Tramo 4          | Finalizado y reversado | 0+0000     | 14+0000  | 14,00        |
| 25NRD  | Variante oriental de Pasto                            | Concesión ANI   | 3G005         | Rumichaca - Pasto - Chachagüí - Aeropuerto 2006 | Desarrollo vial del Nariño S.A. - DEVINAR             | Tramo 4          | Finalizado y reversado | 0+0000     | 21+0170  | 21,17        |
| 25NRE  | Par vial Alto de Daza                                 | Concesión ANI   | 3G005         | Rumichaca - Pasto - Chachagüí - Aeropuerto 2006 | Desarrollo vial del Nariño S.A. - DEVINAR             | Tramo 4          | Finalizado y reversado | 0+0000     | 5+0889   | 5,89         |